# Pachyprosopis hackeri
Pachyprosopis hackeri är en biart som beskrevs av Cockerell 1916. Pachyprosopis hackeri ingår i släktet Pachyprosopis och familjen korttungebin. Inga underarter finns listade i Catalogue of Life.

## Bildgalleri

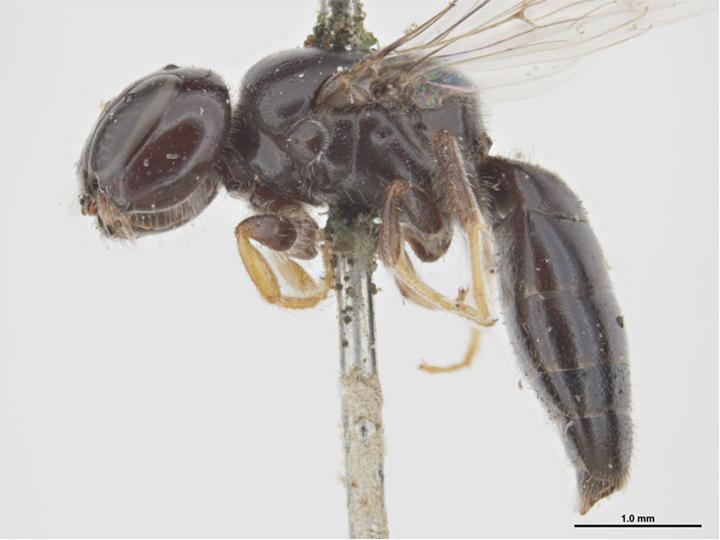